# Hypsibarbus annamensis
Hypsibarbus annamensis är en fiskart som först beskrevs av Pellegrin och Chevey, 1936.  Hypsibarbus annamensis ingår i släktet Hypsibarbus och familjen karpfiskar. IUCN kategoriserar arten globalt som otillräckligt studerad. Inga underarter finns listade i Catalogue of Life.